# Carlos de la Madrid Virgen
Carlos de la Madrid Virgen (Colima, Colima, 24 de mayo de 1940 - 26 de agosto de 2014) fue un político mexicano miembro del Partido Revolucionario Institucional, que fue gobernador del estado de Colima entre 1991 y 1997. Era titular de la notaría pública número 3 del estado de Colima. El auditorio de la Facultad de contabilidad y administración de la Universidad de Colima lleva en honor su nombre. Se desempeñaba como Director de la Facultad de Derecho de la Universidad de Colima.

## Inicios
Originario de la Ciudad de Colima, capital del estado del mismo nombre. Carlos de la Madrid, nacido en el seno de una distinguida familia colimense de arraigada tradición democrática y liberal, realizó sus primeros estudios en esta entidad, trasladándose posteriormente a la ciudad de Guadalajara, en donde estudio la preparatoria en el Instituto de Ciencias y cursó la carrera de Derecho en la Universidad Autónoma de Guadalajara, titulándose en el año de 1963.
Abogado postulante, ejerció su profesión como Notario en la ciudad de Colima de 1964 hasta el año de 1979. Al mismo tiempo, se dedicó a la docencia y a la investigación en el campo del Derecho, destacando como profesor titular en las materias de Derecho Fiscal, Derecho Administrativo y Derecho Mercantil en la Universidad de Colima.

## Política
Miembro activo del Partido Revolucionario Institucional desde 1973, fungió como Secretario de la Asociación de Profesionistas y Técnicos de la Confederación Nacional de Organizaciones Populares (CNOP) de ese mismo partido de 1973 a 1979, año en el que pasa a coordinar las asociaciones de profesionales en el Centro de Estudios Económicos, Políticos y Sociales del Comité Directivo Estatal del PRI en Colima, cargo que desempeña hasta el año de 1983.
Durante el gobierno de Griselda Álvarez, Carlos de la Madrid es designado Secretario General de Gobierno del Estado de Colima, puesto que ocupa de 1979 a 1985. Fue durante este periodo cuando tramitó la donación del terreno en donde se encuentra actualmente el Conalep. En ese año es electo diputado local propietario a la XLVII Legislatura Constitucional del Estado de Colima, para el periodo 1985-1988.
En su labor legislativa destacan, entre otros, su encargo como Coordinador General de la Cámara de Diputados, así como su designación a la Vicepresidencia del XI Encuentro Nacional de Legisladores realizado en Colima. Al mismo tiempo, se ocupará de labores partidistas como Secretario de Acción Política y Legislativa del Comité Directivo Estatal del PRI en Colima, estando encargado, dentro de los trabajos preparatorios a la XIII Asamblea Nacional del PRI, de coordinar las labores referentes al análisis del tema: “Renovación Política Electoral”.

## Gobernador
En ese mismo año es designado candidato por el PRI a la Presidencia Municipal de Colima tomando posesión de su cargo en enero de 1989. Carlos de la Madrid Virgen se desempeñó como Presidente Municipal de la Ciudad de Colima hasta el año de 1991, en que se separa de su cargo, al ser postulado candidato del PRI a la gubernatura de su estado para el sexenio 1991-1997. Asumió el gobierno constitucional del Estado de Colima el primero de noviembre de 1991.
Carlos de la Madrid Virgen desarrolló su carrera política en el estado de Colima, gozando de un fuerte arraigo en la entidad, en donde participaba activamente como miembro de asociaciones locales de servicio a la comunidad. Siendo miembro directivo del Club de Leones local, de la Asociación Nacional de Notariado Mexicano, A. C. y presidente honorario vitalicio del patronato del Centro de Integración Juvenil de Colima, además de haber sido Catedrático de la Facultad de Derecho de la Universidad de Colima, Director del Instituto de Investigaciones Jurídicas de la Universidad de Colima y Director de dicha Facultad.
Falleció el 26 de agosto de 2014 a la edad de 74 años.